# VIEWS
VIEWS ist ein Kriminalroman von Marc-Uwe Kling. Er erschien am 27. Juni 2024 im Ullstein Verlag. Es handelt sich um den ersten Thriller des Autors.

## Inhalt
Yasira Saad, Kommissarin beim Bundeskriminalamt (BKA) befindet sich auf einem Tinder-Date, als sie auf ein Video aufmerksam gemacht wird, das gerade viral geht. Das Video zeigt Lena Palmer, ein sechzehnjähriges Mädchen, das vor einiger Zeit verschwunden ist und in dem Video von drei jungen, schwarzen Männern abwechselnd vergewaltigt wird. Es wird allgemein davon ausgegangen, dass es sich bei den Männern um Flüchtlinge handelt. Am nächsten Morgen wird Yasira zur leitenden Ermittlerin im Fall Lena ernannt. Das BKA erhofft sich, durch die Ernennung einer „nicht-deutschen“ Ermittlungsleiterin zu demonstrieren, wie liberal und progressiv es sei. Yasira akzeptiert dies, obwohl sie großen Respekt vor dem Fall hat.
Gleich zu Beginn der Ermittlungen taucht ein weiteres Video auf, in dem ein bewaffneter Mann, der sich selbst „Bär“ nennt, zu sehen ist. Er verkündet die Gründung des „Aktiven Heimatschutzes“, einer Vereinigung, die es sich zur Aufgabe gemacht hat, Lena zu rächen und „unser Land, unsere Frauen und unsere Töchter“ zu verteidigen. Darüber hinaus klagt er den Staat an, zu versagen und beschuldigt die Polizei, von Grünen und Linken „kastriert“ worden zu sein. Er schließt das Video mit den Worten, er werde „auf die Jagd gehen“.
Gespräche mit Frank Palmer, Lenas Vater, erweisen sich als wenig aufschlussreich. Ebenfalls stellt es sich als sehr schwierig heraus, nachzuvollziehen, wo genau Lena sich an dem Samstag, an dem sie verschwand, befand, da diese ihr Handy nicht bei sich hatte. Auch die restlichen Ermittlungen gestalten sich äußerst schwierig. Es gibt keine intakten Metadaten, die zum Uploader des Videos führen könnten – alle Hinweise aus der Bevölkerung erweisen sich als falsche Spuren. Zu den Tätern gibt es keinerlei Informationen, und der Ort des Verbrechens – ein Park, der im Video zu sehen ist – kann nicht lokalisiert werden. Frank Palmer erhält eine Lösegeldforderung, die sich aber ebenfalls als falsch herausstellt und lediglich von jemandem geschickt wurde, um aus seinem Unglück Kapital zu schlagen. Bei Befragungen von Lenas Klassenkameraden stellt sich heraus, dass Lena eine heimliche Beziehung mit Justus Schöffler führt, der elf Jahre älter ist als sie selbst und im kleineren Maßstab Drogen verkauft. Er erzählt, dass Lena an dem Samstag, an dem sie verschwand, mit ihm verabredet war und per Anhalter zu ihm kommen sollte, jedoch nie bei ihm ankam. Der Spurensicherung gelingt es, im Haus von Schöffler Reste von Fentanyl nachzuweisen. In der Zwischenzeit erhält der Aktive Heimatschutz großen Zulauf. Der Fall erhält auch abseits dessen viel öffentliche Aufmerksamkeit und es kommt zu einer Großdemonstration der Rechten.
In einem neuen Video ist zu sehen, wie ein Mitglied des Aktiven Heimatschutzes einen jungen, schwarzen Mann für Lenas Vergewaltigung zum Tode verurteilt und ihn anschließend erschießt. Vom Täter und vom Opfer fehlt jede Spur. Da Bär als Verdächtiger gilt, wird er zur Fahndung ausgeschrieben. Als Antwort darauf werden Yasiras Bild und Name in rechten Chatgruppen verbreitet, wo sie für die angebliche Hetzjagd gegen Bär verantwortlich gemacht wird.
Gleich darauf erscheint ein weiteres Video im Netz, in dem – wie im vorangegangenen – ein junger, schwarzer Mann vor laufender Kamera hingerichtet wird. Dieses Mal gelingt es den Ermittlern jedoch, den Täter zu identifizieren, einen vorbestraften Neonazi namens Martin Riedel, der im Netz unter dem Namen Rotfuchs bekannt ist. In seiner Garage finden sie die Leiche des Erschossenen. Wie sich herausstellt, handelt es sich bei ihm nicht um Lenas Vergewaltiger, und er hatte lediglich die Mütze und die Hautfarbe mit dem Täter aus dem Video gemein. Als Antwort auf die Pressekonferenz, bei der diese Entwicklungen bekanntgegeben werden, kommt es zu Straßenschlachten, bei denen es einen Toten gibt.
Bei einem Gespräch mit ihrer Tochter Zara erfährt Yasira, dass Zaras Lieblingsinfluencerin Mila keine reale Person ist, sondern eine komplett künstlich generierte Figur, und sie beginnt, sich Gedanken darüber zu machen, ob vielleicht auch Lenas Video von einer Künstlichen Intelligenz generiert wurde, in dem Versuch, durch die Reaktionen auf das Video Aufruhr zu erzeugen und das System nach rechts zu kippen. Der technische Dienst des BKA bestätigt, dass es durchaus möglich wäre, ein solches Video auf glaubhafte Art und Weise zu generieren, auch wenn die Techniken hierzu der allgemeinen Bevölkerung noch nicht zur Verfügung stehen. Die Theorie des Videos würde erklären, weshalb alle Ermittlungen bisher erfolglos waren. Ein weiterer Hinweis ist das Kleid, das Lena in dem Video trug und welches bei einer Durchsuchung völlig unbeschädigt in ihrem Kleiderschrank entdeckt wurde. Yasira nimmt Kontakt mit einem Startup namens AlmostReal auf, das sich mit genau solchen Videos beschäftigt.
In der Zwischenzeit spitzt sich die Situation weiter zu, als Fotos von Zara beginnen, in Chaträumen die Runde zu machen, und von „Rachevergewaltigungen“ gesprochen wird. Zudem versuchen Demonstranten, in das Reichstagsgebäude vorzudringen. Yasira und Michael sind vor Ort und werden Zeugen davon, wie durch eine Granate mehrere Menschen verletzt werden; ein Polizist und ein Aufrührer kommen ums Leben.
Yasira wird von Tom Schiller, einem Angestellten von AlmostReal, unter falschem Namen kontaktiert. Er bestätigt ihr, dass ihre Software in der Lage wäre, ein solches Video zu erstellen, möchte dies jedoch nicht an die Öffentlichkeit bringen, um seinen Job nicht zu riskieren. Schiller empfiehlt Yasira, Kontakt mit seinem Vorgänger Claus Messerschmied aufzunehmen, der seinen Job aus unbekannten Gründen verloren hat und ihnen vielleicht weiterhelfen könnte. In der Wohnung seiner Meldeadresse ist Messerschmied jedoch nicht auffindbar.
In dem Versuch, den Fall endlich voranzutreiben, möchte Yasira mit ihren Vermutungen an die Öffentlichkeit gehen. Da ihr Chef damit nicht einverstanden ist, gibt sie die Information heimlich an die Presse. Der Plan gelingt jedoch nicht und ihr Chef erfährt von Yasiras Tat. Um Schlimmeres zu vermeiden, geht das BKA nun doch offiziell mit der Theorie an die Öffentlichkeit und Yasiras Pressekonferenz macht weltweit Schlagzeilen. Auch Bär und der Aktive Heimatschutz reagieren und veröffentlichen ein künstlich generiertes Video, in dem Yasira behauptet, es sei das Beste für die Öffentlichkeit, zu erzählen, dass das Video ein Fake sei, um die Situation zu entschärfen, bevor sie die Kontrolle über die Bürger verlieren. Yasira kann nicht beweisen, dass das Video ein Fake ist, und wird daraufhin suspendiert.
Gleichzeitig konnte der wirkliche Wohnort von Claus Messerschmied festgestellt werden und Yasira setzt sich über die Anweisungen ihrer Vorgesetzten hinweg, fährt dorthin und findet Messerschmieds Leiche in seiner Küche. In dem Haus stößt Yasira auf eine KI, mit der sie sich unterhalten kann. Die KI selbst bezeichnet sich als User-Interface eines auf Text-, Sprach- und Bildererkennung sowie Text-, Sprach- und Bildgenerierung spezialisierten neuronalen Netzwerks. Die KI berichtet, sie habe das Video von Lenas Vergewaltigung, von Bär und vom Aktiven Heimatschutz erstellt. Claus Messerschmied war der Benutzer der KI und sein Tod war von natürlicher Ursache – vermutlich ein Herzinfarkt. Sein Tod wurde von der KI aufgezeichnet. Messerschmied hatte der KI die Aufgabe gegeben, in regelmäßigen Abständen Videos zu erstellen und zu veröffentlichen, die möglichst große Aufmerksamkeit generieren und durch vorgeschaltete Werbung Geld einbringen sollten.
Nach diesen Enthüllungen gelingt es Yasira schließlich, das Verschwinden von Lena aufzuklären. Sie war an diesem Samstagnachmittag doch bei ihrem Freund und starb dort an einer Überdosis Fentanyl. Justus Schöffler hatte das Geschehen aus Angst vor einem Prozess vertuscht.
Anhängern des Aktiven Heimatschutzes gelingt es, Yasira in Messerschmieds Zuhause aufzuspüren. Sie schlagen Yasira nieder und betäuben sie mit Ketamin. Als sie wieder erwacht, muss Yasira feststellen, dass sie von mehreren Mitgliedern des Aktiven Heimatschutzes aus Rache an Lena mehrfach vergewaltigt und dabei gefilmt wurde.
Obwohl sich das Video von Lenas Vergewaltigung als ein Fake herausstellt, sind der Hass und die Konsequenzen, die daraus folgen, sehr real.

## Rezensionen
- https://www.perlentaucher.de/buch/marc-uwe-kling/views.html
- https://www.radioeins.de/programm/sendungen/mofr1013/buch/-views--von-marc-uwe-kling.html
- https://www.radiodrei.de/programm/schema/sendungen/radio3_am_morgen/archiv/20240627_0600/radio3_aktuell_0840.html
- https://www.radiodrei.de/programm/schema/sendungen/radio3_am_morgen/archiv/20240625_0600/radio3_aktuell_0910.html
- https://www.rbb-online.de/podcasts/orte-und-worte/episoden/orte-worte-ep64.html
- https://www.spiegel.de/kultur/views-von-marc-uwe-kling-echt-ist-die-empoerung-echt-ist-die-wut-echt-ist-der-hass-a-feb0eb9a-fd0e-42af-897c-61842f905352